# ぎんれい
ぎんれい（ShindaiSat）は信州大学の学生が作成した超小型可視光通信実験衛星。2014年2月27日H-IIAロケット23号機によってピギーバック方式で打ち上げられた。

## 概要
可視光通信の実証を目的として開発された。
愛称は全国より4038点の中から選ばれた。
JAXAのH-IIA23号機の相乗り衛星に選ばれ、2014年2月27日に打ち上げられた。
地上から衛星上の可視光線の点滅が確認された。